# Гипотезы Поллока
Гипотезы По́ллока — серия гипотез о фигурных числах, которые выдвинул в 1850 году британский математик-любитель Фредерик Поллок. Эти гипотезы можно рассматривать как дополнение теоремы Ферма о многоугольных числах, в том числе расширение теоремы на случай пространственных фигурных чисел. По состоянию на 2024 год доказаны только две из четырёх гипотез.
Первая гипотеза Поллока: любое натуральное число есть сумма не более чем девяти кубических чисел. Доказана в начале XX века как следствие решённой проблемы Варинга. Обычно достаточно семи кубов, но 15 чисел (15, 22, 50, 114, 167, 175, 186, 212, 231, 238, 303, 364, 420, 428, 454) требуют восьми, а двум числам (23 и 239) нужны все девять. Если, кроме сложения, допускать вычитание, то достаточно и пяти кубов (возможно, что даже четырёх, но это пока не доказано).
Вторая гипотеза Поллока: любое натуральное число есть сумма не более чем одиннадцати центрированных девятиугольных чисел. Была доказана в 2023 году.
Третья гипотеза Поллока: любое натуральное число есть сумма не более чем пяти тетраэдральных чисел. До сих пор не доказана, хотя проверена для всех чисел, меньших 10 миллиардов. Обнаружено 241 число, для которых четырёх тетраэдральных чисел недостаточно (17, 27, 33, 52, 73, …), скорее всего, последнее из них равно 343867.
Четвёртая гипотеза Поллока обобщает часть предыдущих: если {\displaystyle m} — число вершин одного из пяти правильных многогранников (4, 6, 8, 12 или 20), то каждое натуральное число является суммой не более чем {\displaystyle m+1} фигурных чисел, соответствующих этому многограннику, то есть:
({\displaystyle m=4}, тетраэдр) не более 5 тетраэдральных чисел;
({\displaystyle m=6}, октаэдр) не более 7 октаэдральных чисел;
({\displaystyle m=8}, куб) не более 9 кубических чисел;
({\displaystyle m=12}, икосаэдр) не более 13 икосаэдральных чисел;
({\displaystyle m=20}, додекаэдр) не более 21 додекаэдральных чисел.
В случае октаэдральных чисел была доказана для всех достаточно больших чисел.